# Blanchetown
Blanchetown – miasto w Australii, w stanie Australia Południowa.